# Computer telephony integration
CTI (ang.: computer telephony integration) – system (szereg aplikacji) integrujący telefon sieci publicznej (również PBX) z komputerem działającym w sieci LAN w celu tworzenia zautomatyzowanych usług opartych na serwerze (tzw.: TServer) i łączu CTI (łącze pomiędzy centralą telefoniczną a serwerem).

## Historia
Pierwszym tego typu rozwiązaniem – prekursorem obecnych systemów CTI – było wykorzystanie modemów i zestawu poleceń Hayes AT. Zestaw ten z powodzeniem wykorzystywany był przez długie lata do zestawiania połączeń wychodzących bezpośrednio z komputerowych baz danych.
Potrzeba zwiększenia funkcjonalności tego typu rozwiązań doprowadziła do przygotowania przez producentów – zarówno rozwiązań stricte telefonicznych jak i komputerowych – szeregu własnościowych, zamkniętych specyfikacji, umożliwiających osiągnięcie wyższego poziomu integracji pomiędzy sieciami komputerowymi i telefonicznymi. Dalszy rozwój wymusił jednak otwarcie rynku na niezależnych producentów interfejsów pośredniczących. Owa otwarta architektura pozwoliła firmom, niezależnym od dostawców sprzętu telekomunikacyjnego i komputerowego, na stworzenie całkowicie nowej grupy rozwiązań ukierunkowanych na potrzeby klientów – przedsiębiorstw. W rezultacie, firmy wdrażające takie rozwiązania nie były już ograniczone jedynie do aplikacji oferowanych przez producentów telekomunikacyjnych. Otwarta architektura pozwoliła na stworzenie większej ilości aplikacji, lecz z ograniczeniem pod względem swobody wyboru dostępnych rozwiązań, które wciąż były tworzone dla konkretnych systemów telefonicznych bez możliwości implementacji w innych. W rezultacie, przy każdej zmianie systemu telefonicznego przedsiębiorstwo musiało również zmienić aplikacje je obsługujące.
Coraz częstsze wymagania, zwiększenia elastyczności i funkcjonalności ówczesnych rozwiązań CTI, doprowadziły do wytworzenia standardów uniezależniających od konkretnych rozwiązań sprzętowych i umożliwiających współbieżny, niekoniecznie równomierny rozwój systemów komunikacyjnych i aplikacji je integrujących. Z punktu widzenia twórców oprogramowania pozwoliło to na poszerzenie rynku zbytu na ich produkty oraz pozbawiło problemów związanych z dostosowaniem produktu do odmiennego sprzętu. Dla dostawców sprzętu telefonicznego, stosowanie się do standardu przemysłowego dało równie wymierne korzyści. Pozwoliło w większym stopniu zaspokajać wymagania klientów w kwestii zdolności integracji ich sprzętu z szerokim spektrum aplikacji, a także nawiązać owocną współpracę z wieloma producentami oprogramowania, którzy zdążyli osiągnąć sukces w branży.

## Teraźniejszość
Obecnie systemy CTI wykorzystywane są zarówno przy realizacji połączeń przychodzących jak i wychodzących. Umożliwiają one identyfikację klientów dzwoniących do call center na podstawie numeru, z którego dzwonią, a także wstępną identyfikację natury połączenia.
Identyfikacja osoby dzwoniącej realizowana jest przy wykorzystaniu automatycznej identyfikacji numeru ANI (automatic number identification) bądź identyfikacji linii dzwoniącej CLID (calling line identification). Uzyskany w ten sposób numer osoby dzwoniącej jest porównywany z informacjami dostępnymi w bazie danych klientów przedsiębiorstwa i na tej podstawie prezentowane są agentowi odbierającemu połączenie dane takie jak historia połączeń itp. Identyfikacja potrzeb osoby dzwoniącej realizowana jest przez usługę identyfikacji numeru wybranego DNIS (dialed number identification service). Usługa ta jest szeroko stosowana w call center obsługujących kilka różnych zewnętrznych numerów telefonicznych. Pozwala ona zidentyfikować, który z nich został wybrany przez klienta i przywołać odpowiednie informacje, a także umożliwia właściwą reakcję konsultanta. Jako przykład można przytoczyć centrum telefoniczne obsługujące różne linie lotnicze. Na podstawie identyfikacji numeru, odpowiadającemu danej linii, możliwe jest przywitanie klienta odpowiednią nazwą, a także prezentacja aktualnych informacji o rezerwacjach i terminach lotów.
Nie ujmuje to jednak roli modułu IVR w systemie teleinformatycznym firmy. Należy wciąż mieć na uwadze fakt, iż nie istnieje aplikacja zdolna prawidłowo zidentyfikować każdą osobę dzwoniącą jedynie na podstawie usług ANI bądź CLID. Chociażby z braku odpowiednich informacji w bazie gdy klient dzwoni po raz pierwszy, bądź dzwoni z numeru zastrzeżonego. Ponadto, z jednego numeru telefonu może korzystać kilka osób, bądź też połączenie może być nawiązane z wykorzystaniem technologii nie obsługiwanych przez wspomniane usługi, np. VoIP. Natomiast na polu identyfikacji potrzeb systemy IVR potrafią zebrać zdecydowanie więcej informacji niż DNIS.
Jedną z najszerzej implementowanych funkcji i jednocześnie najczęściej kojarzoną z CTI jest funkcja screen pop-up, określana również jako screen population – zapełnianie ekranu – bądź  screen pop.  To właśnie ta funkcja pozwala na wyświetlenie pobranych z bazy danych informacji o osobie dzwoniącej na ekranie konsultanta, który będzie obsługiwał połączenie, tak aby agent posiadał wszystkie wymagane informacje przed rozmową z klientem.
W zaawansowanej formie CTI jest po prostu aplikacją typu contact center o wielu kanałach kontaktu z klientem. Dzięki CTI potrzebne dokumenty, historia współpracy, wcześniejsze fakty, wykaz dokonywanych zakupów, rozliczenia czy informacje z prowadzonych wcześniej rozmów telefonicznych między użytkownikiem a konsultantami danej firmy są przywoływane z komputerowych baz danych, monitorowane wraz z możliwością skorygowania, a także mogą być wymieniane w trakcie rozmowy między pracownikami firmy i zainteresowanym klientem.

## Interfejsy
Jak już wcześniej była mowa, ewolucja rozwiązań CTI doprowadziła do wytworzenia  otwartych standardów przemysłowych w zakresie integracji telefonii z komputerami. Oczywiście, najkorzystniejszym byłoby wyłonienie jednego standardu, powszechnie stosowanego w całej branży. Tymczasem w powszechnym użyciu są cztery standardy zaadaptowane zarówno przez branżę telekomunikacyjną jak i komputerową:
- TAPI (Telephony API) firm Microsoft i Intel dla aplikacji pracujących w środowisku Microsoft Windows;
- TSAPI (Telephony Services API) firm Avaya i Novell dla aplikacji pracujących pod kontrolą systemu operacyjnego Novell NetWare;
- CSTA (computer-supported telephony applications) grupy ECMA International, jako protokół wyższego poziomu dla bardzo zaawansowanych aplikacji w dowolnych systemach komputerowych;
- oraz stosunkowo młody JTAPI (Java Telephony API) firmy Sun Microsystems, zdobywający na wartości dzięki niezwykłej funkcjonalności technologii Java.